# The ArchAndroid
The ArchAndroid —en español: La ArcAndroide— es el álbum de estudio debut de la cantante estadounidense Janelle Monáe, publicado el 18 de mayo de 2010 por Wondaland Arts Society y Bad Boy Records. La producción del álbum se llevó a cabo en los estudios de Wondaland en Atlanta y fue llevada a cabo principalmente por Monáe, Nate "Rocket" Wonder y Chuck Lightning, con una sola canción sin la producción de la propia Monáe.
Se trata de la segunda y la tercera parte de la serie conceptual de Monáe, Metropolis. Incorporando elementos conceptuales del afrofuturismo y la ciencia ficción, The ArchAndroid continúa la historia de ficción que iniciara Monáe con Metropolis: Suite I (The Chase) (2007), su primer EP, acerca de una androide mesiánica, e incluye los temas líricos del amor, la identidad y la autorrealización. El álbum ha sido comparado con artistas como David Bowie, Outkast, Prince y Michael Jackson. El álbum cuenta con múltiples colaboraciones con artistas; Saul Williams, Big Boi, of Montreal y Deep Cotton.
El álbum debutó en el número 17 de la lista estadounidense Billboard 200, vendiendo 21.000 copias en su primera semana. Logró un moderado éxito en las listas y de él se extrajeron dos singles, «Tightrope» y «Cold War». Más allá de su repercusión comercial, The ArchAndroid recibió la aclamación general de los críticos musicales, que alabaron su carácter conceptual y la ecléctica gama musical de Monáe. Fue nominado a los Grammy como Mejor álbum de R&B contemporáneo. Según Nielsen SoundScan, The ArchAndroid había vendido, a 23 de febrero de 2011, 141.000 copias en los Estados Unidos.

## Lista de canciones
| N.º   | Título                              | Duración |  |
| 1.    | «Suite II Overture»                 | 2:31     |  |
| 2.    | «Dance or Die»                      | 3:12     |  |
| 3.    | «Faster»                            | 3:19     |  |
| 4.    | «Locked Inside»                     | 4:16     |  |
| 5.    | «Sir Greendown»                     | 2:14     |  |
| 6.    | «Cold War»                          | 3:23     |  |
| 7.    | «Tightrope»                         | 4:22     |  |
| 8.    | «Neon Gumbo»                        | 1:37     |  |
| 9.    | «Oh, Maker»                         | 3:46     |  |
| 10.   | «Come Alive (The War of the Roses)» | 3:22     |  |
| 11.   | «Mushrooms & Roses»                 | 5:42     |  |
| 12.   | «Suite III Overture»                | 1:41     |  |
| 13.   | «Neon Valley Street»                | 4:11     |  |
| 14.   | «Make the Bus»                      | 3:19     |  |
| 15.   | «Wondaland»                         | 3:36     |  |
| 16.   | «57821»                             | 3:16     |  |
| 17.   | «Say You'll Go»                     | 6:01     |  |
| 18.   | «BabopbyeYa»                        | 8:47     |  |
| 68:35 |                                     |          |  |